# 아이라바타

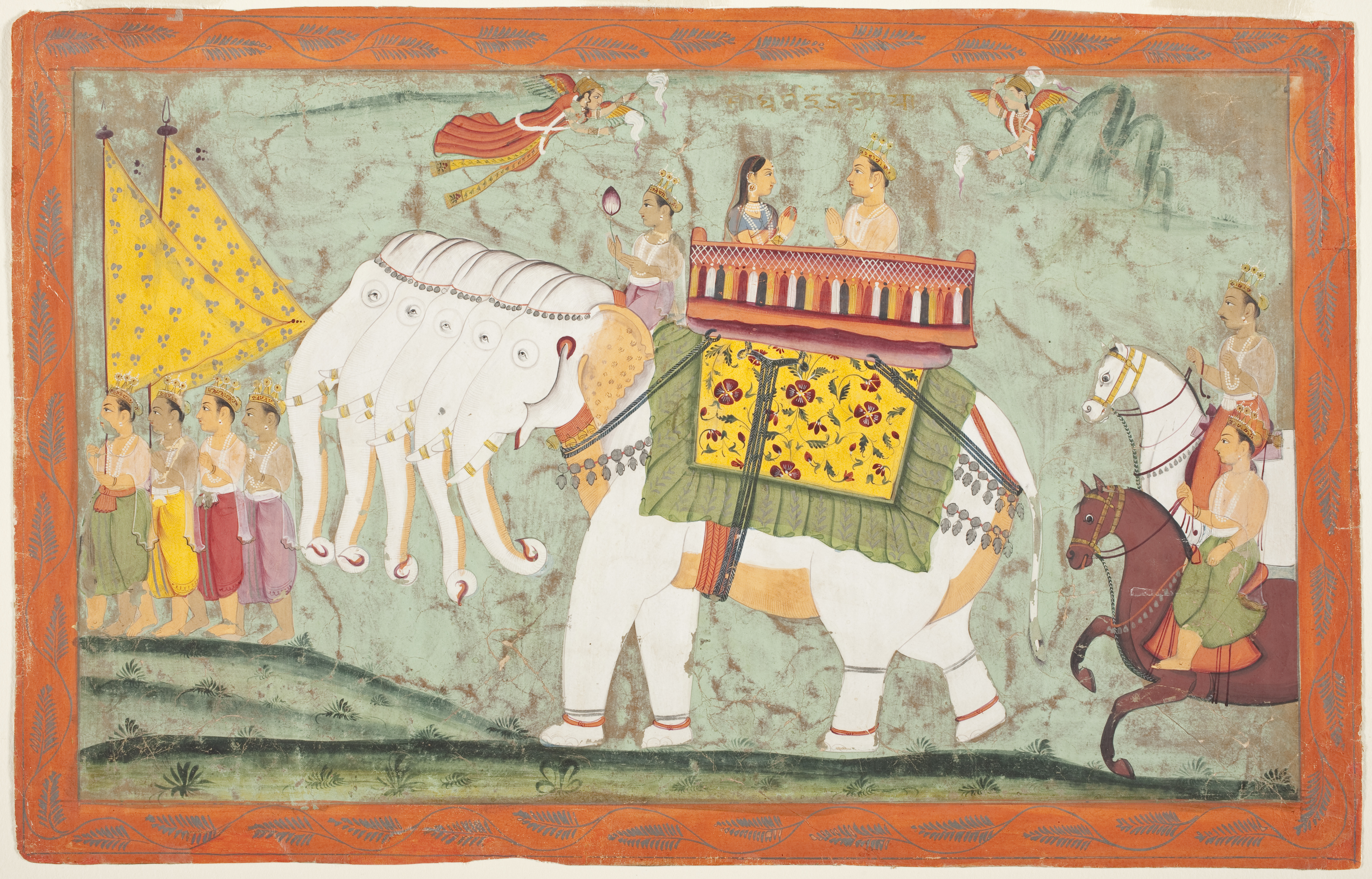
인드라 (별칭 샤크라)와 샤치가 다섯 개의 머리를 가진 신성한 코끼리 아이라바타를 타고 있는 모습, 자이나교 경전 판치 칼야나카 (지나 리샤바나타의 삶의 다섯 가지 상서로운 사건) 삽화, c. 1670–1680, LACMA 박물관 소장 회화, 원래는 암베르에서 유래, 라자스탄주

아이라바타(산스크리트어: ऐरावत, 팔리어 에라바나, 싱할라어: 아이라바나)는 네 개의 상아, 일곱 개의 코, 그리고 흰색 피부를 특징으로 하는 신성한 코끼리이다. 그는 "코끼리의 왕"이며 인드라 신의 주요 바하나 역할을 한다. 또한 "구름의 코끼리"를 의미하는 '아브라-마탕가', "싸우는 코끼리"를 의미하는 '나가-말라', 그리고 "태양의 형제"를 의미하는 '아르카소다라'라고도 불린다. '아브라무'는 아이라바타의 코끼리 아내이다. 아이라바타는 또한 이라바티의 셋째 아들이기도 하다. 마하바라타에서는 그가 위대한 뱀으로 기록되어 있다.

## 힌두 전통

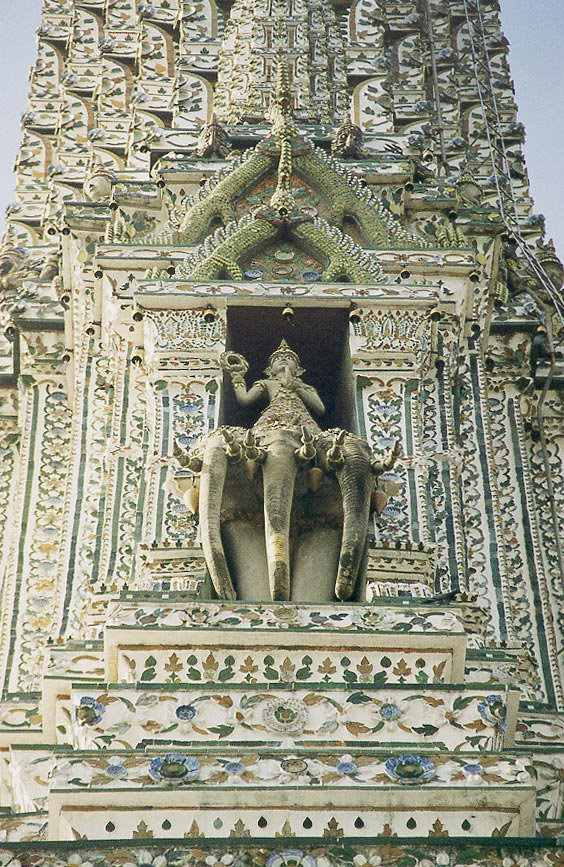
방콕 왓 아룬("새벽 사원")의 중앙 탑인 프라 프라의 세부 모습으로, 인드라가 세 머리 코끼리 에라완(아이라바타)을 타고 있는 것을 보여준다.

아이라바타의 모습이나 탄생은 힌두교 경전마다 다르다. 라마야나에서는 아이라바타가 이라바티 (현자 카샤파의 후손)에게서 태어났다고 기록되어 있는 반면, 비슈누 푸라나는 아이라바타가 우유 바다 휘젓기에서 태어났다고 기록한다. 마탕갈릴라에 따르면, 아이라바타는 브라흐마가 가루다가 부화한 알 껍질의 절반에 신성한 찬송가를 부르고 나서 태어났으며, 이어서 7마리의 수컷 코끼리와 8마리의 암컷 코끼리가 태어났다. 프리투는 아이라바타를 모든 코끼리의 왕으로 삼았다. 그의 이름 중 하나는 "구름을 엮거나 묶는 자"를 의미하는데, 신화에 따르면 이 코끼리들이 구름을 만들어낼 수 있다고 한다. 코끼리가 물과 비에 연결되는 것은 인드라의 인도 신화에서 강조되는데, 인드라는 브리트라를 물리칠 때 코끼리 아이라바타를 탄다.
이 코끼리는 나침반의 한 지점을 지키는 것으로 여겨진다. 아이라바타는 또한 인드라의 궁전인 스바르가 입구에 서 있다. 또한 나침반의 지점을 관장하는 여덟 명의 아슈타디그가자 신들이 각각 코끼리 위에 앉아 있다. 이 신들 각각은 해당 지역의 방어와 보호에 참여하는 코끼리를 가지고 있다. 그 중 으뜸은 인드라의 아이라바타이다. 바가바드 기타에는 아이라바타에 대한 언급이 있다:
말 중에서 나는 감로에서 태어난 우차이슈라바스요, 위대한 코끼리 중에는 아이라바타요, 사람 중에는 군주이다.

아이라바타는 또한 우유 바다 휘젓기의 원인으로도 알려져 있다. 한때 현자 두르바사가 인드라에게 화환을 선물했고, 인드라는 그것을 아이라바타에게 넘겨주었다. 그러자 코끼리가 그 화환을 땅에 던졌고, 이는 두르바사를 분노하게 하여 반신반인들이 "노화와 죽음에 종속"되게 만들었다. 저주를 풀기 위해서는 데바들이 우유 바다를 휘저어 불멸의 넥타르를 회수해야 했다.
탄조레 근처의 다라수람에는 아이라바타가 링감을 숭배했다고 믿어지는 사원이 있다. 링감은 그의 이름을 따서 아이라바테스와라라고 명명되었다. 희귀한 조각과 건축 기술이 풍부한 이 사원은 라자라자 촐라 2세(1146–73 CE)가 지었다.

## 자이나교 전통
자이나교 전통에서 티르탕카라가 태어날 때, 인드라는 그의 배우자인 샤치와 함께 그들의 탈것인 위대한 코끼리 아이라바타를 타고 내려와 그 행사를 축하한다.

## 아이라바타가 있는 깃발
라오스

프랑스령 라오스의 국기 (1893–1952)
라오스의 국기 (1952–1975)
라오스 왕실 깃발 (1952–1975)

시암 (태국)

"통 아이라폿" (ธงไอยราพต) 왕의 부재 깃발 (1855–1891 & 1897–1910)
"통 추타티파타이" (ธงจุฑาธิปไตย) 왕의 부재 깃발 (1891–1897)
방콕 특별시의 깃발

## 에라완

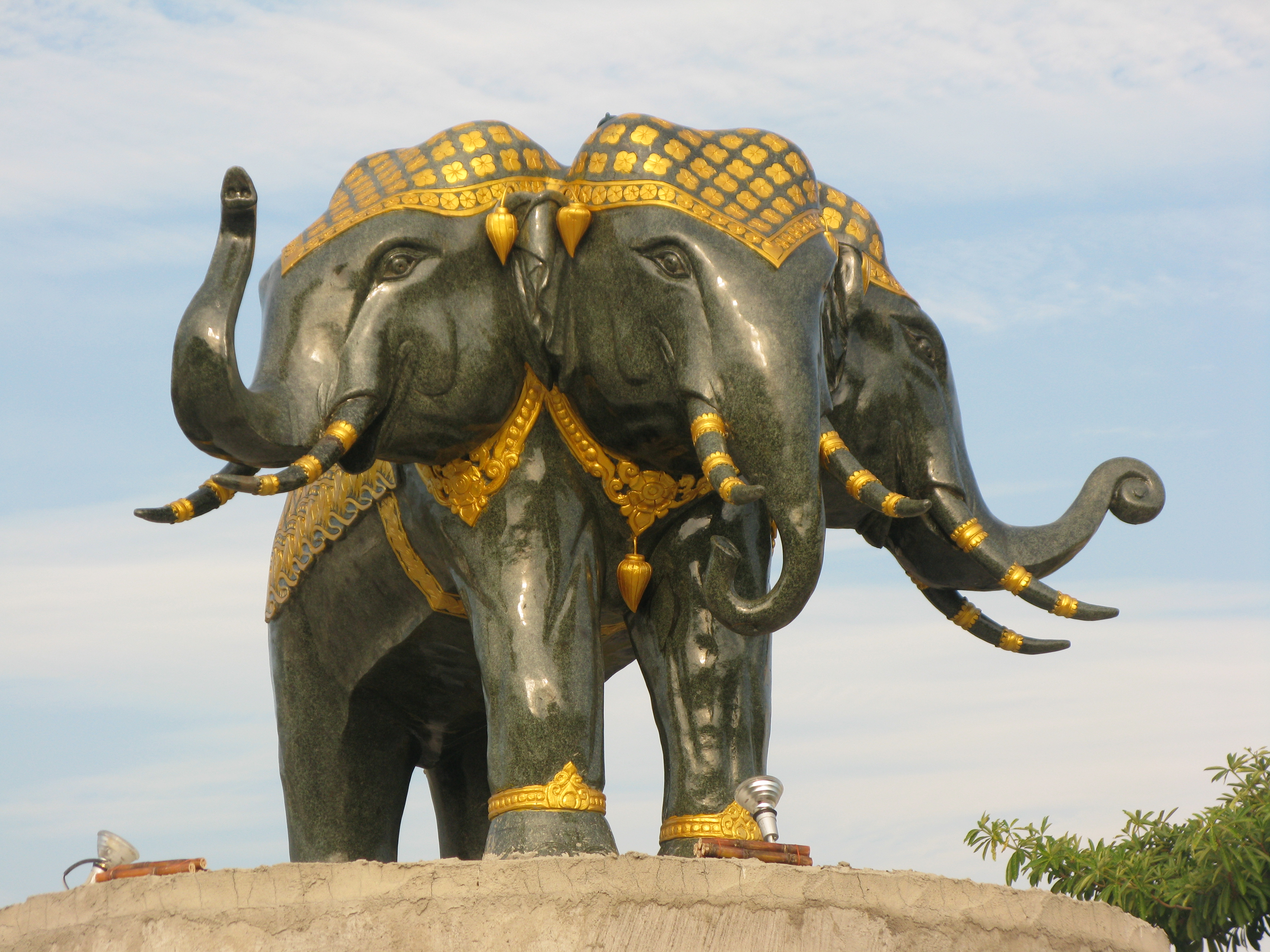
태국 치앙마이의 에라완 동상.

에라완(태국어: เอราวัณ, 팔리어 에라바나 또는 산스크리트어 아이라바나에서 유래)은 아이라바타의 태국어 이름 중 하나이다. 세 개의 머리 또는 때로는 서른세 개의 머리를 가진 거대한 코끼리로 묘사되며, 종종 두 개 이상의 상아를 가지고 있는 것으로 나타난다. 일부 조각상에는 타바팀사 천국의 왕인 인드라가 에라완을 타고 있는 모습이 보인다.

아이라바타의 현대 미술 묘사

이 코끼리는 새로운 라따나꼬신 왕국의 수도로 라타나코신섬이 세워질 때 인드라와의 연관성으로 인해 방콕의 상징이 되었다. 또한 구 란쌍 왕국과 해체된 라오스 왕국과도 연관되기도 하는데, 그곳에서는 "세 머리 코끼리"로 더 흔히 알려져 있었고 왕실 깃발에 사용되었다.

## 대중 문화에서
아이라바타는 여신전생 비디오 게임 시리즈에서 고용 가능한 캐릭터이다.
아이라바타는 밴드 더 베네티아 페어(The Venetia Fair)의 앨범 'The Circus'에 수록된 곡 "The Animal Tent"에서 언급된다:
여기 아이라바타가 온다; 그 코끼리는 비구름을 조종하고,
그의 피부는 울리는 대지 (아이라바타!)

아이라바타는 카르나타카 주 도로 교통 공사가 제공하는 볼보 버스 서비스의 이름이다.

## 같이 보기
- 에라완 사원
- 에라완 박물관

## 일반 참고 문헌
- Goswamy, B. N. (2014), 《The Spirit of Indian Painting: Close Encounters with 100 Great Works 1100–1900》, Penguin Books, ISBN 978-0-670-08657-3